# Nijmeegse Aeroclub
De Nijmeegse Aeroclub (NijAC) is opgericht in 1954 en is, samen met de Nijmeegse Studenten Aeroclub Stabilo, de belangrijkste gebruiker van het Zweefvliegveld Malden. 
De vloot van de NijAC bestaat uit de volgende clubvliegtuigen:
| Type zweefvliegtuig | Registratie | Callsign | Soort zweefvliegtuig | Opmerkingen                |
| ------------------- | ----------- | -------- | -------------------- | -------------------------- |
| ASK 21              | PH 733      | NF       | Trainingsvliegtuig   |                            |
| ASK 13              | PH 386      | ND       | Trainingsvliegtuig   | Oudste ASK 13 in Nederland |
| ASK 23              | PH 782      | NA       | Overgangstrainer     |                            |
| ASK 23              | PH 769      | NH       | Overgangstrainer     |                            |
| LS4 A               | PH 888      | NG       | Prestatie-eenzitter  |                            |
| LS4 A               | PH 847      | NE       | Prestatie-eenzitter  |                            |
| LS4 B               | PH 977      | NX       | Prestatie-eenzitter  |                            |
| DG-1000S            | PH 1713     | NY       | Prestatie-tweezitter | Voormalig D-6889           |
| Duo Discus XLT      | PH 1477     | NS       | Prestatie-tweezitter | Overgenomen van de ELZC    |